# Шепшеньга
Шепшеньга, Шепшенга — река в России, протекает в Кичменгско-Городецком районе Вологодской области. Устье реки находится в 83 км по левому берегу реки Кичменьга. Длина реки составляет 30 км.
Исток реки находится на Северных Увалах близ границы с Великоустюгским районом в северной части болота Шепшеньгское в 11 км к северо-востоку от посёлка Бакланово. В верхнем течении течёт на юго-восток, затем поворачивает на юго-запад, русло сильно извилистое. Притоки — Турлаг (правый); Глубокая, Жаровиха (левые). Верхнее и среднее течение проходит по ненаселённому холмистому лесному массиву. В нижнем течении протекает примыкающие друг к другу посёлок Бакланово, деревню Бакланово и деревню Баклановская Мельница, в черте которых впадает в Кичменьгу.
У деревни Бакланово через Шепшеньгу построен автомобильный мост.

## Данные водного реестра
По данным государственного водного реестра России и геоинформационной системы водохозяйственного районирования территории РФ, подготовленной Федеральным агентством водных ресурсов:
- Бассейновый округ — Двинско-Печорский;
- Речной бассейн — Северная Двина;
- Речной подбассейн — Малая Северная Двина;
- Водохозяйственный участок — Юг;
- Код водного объекта — 03020100212103000010835.